# وی. شانتارام
وی. شانتارام (انگلیسی: V. Shantaram; ۱۸ نوامبر ۱۹۰۱ – ۳۰ اکتبر ۱۹۹۰) کارگردان فیلم، تهیه‌کننده فیلم، فیلم‌نامه‌نویس و بازیگر سینما اهل هند بود.
از فیلم‌ها یا برنامه‌های تلویزیونی که وی در آن نقش داشته است می‌توان به دو چشم و دوازده دست اشاره کرد.
وی همچنین برندهٔ جوایزی همچون جایزه فیلم‌فیر بهترین کارگردان شده است.

## فیلم‌شناسی
کارگردان
- نه رنگ
- دو چشم و دوازده دست
- جهانک جهانک پایال باجی
- آدم
- قطره‌ای که مروارید شد